# 会田重雄
会田 重雄（あいだ しげお、1945年2月16日 - ）は、日本の政治家。前埼玉県北葛飾郡松伏町長。

## 来歴
埼玉県北葛飾郡松伏町出身。埼玉県立杉戸農業高等学校卒業。
川崎重工業勤務、松伏町議会議員（5期）を経て、松伏町長（3期）を務める。町長に初当選後の2005年、自身の任期を「三期を超えて在任しないよう努める」とした多選自粛条例を町議会に提出し、制定される。2016年9月、同条例を廃止する条例を町議会に提出し、多選自粛条例は廃止される。2017年5月、町長選としては12年ぶりとなる選挙戦に出馬し4選に挑んだが落選する。
2019年、旭日小綬章受章。
道路の拡幅工事の件で、単純ミスで甚大な税金の無駄遣いをしたのではないか、との指摘がある。